# Distretto di Kokopo
Il distretto di Kokopo, in inglese Kokopo District, è un distretto della Papua Nuova Guinea appartenente alla Provincia della Nuova Britannia Orientale. Ha una superficie di 408 km² e 92.000 abitanti (stima nel 2000)